# 阿卜杜勒·拉蒂夫·拉希德
阿卜杜勒·拉蒂夫·拉希德（阿拉伯语：‎ / 英語：，1944年8月10日—），也被稱為“拉蒂夫·拉希德（：‎ / 英語：）”，是伊拉克共和國繼2022年選舉之後的第9任總統，同時也是該國的庫爾德人政治人物。 他曾任努里·馬利基政府的水資源部長；此前，他也在伊拉克過渡政府和伊拉克臨時政府裡擔任相同職位。
拉希德曾是庫爾德斯坦愛國聯盟駐英國發言人，而他本人也畢業於曼徹斯特大學。在2003年9月至2010年12月期間，作為水資源部長的拉蒂夫·拉希德負責了伊拉克的一系列相關問題，這包括灌溉工程的興建與維護、市政與工業供水、水力發電、防洪以及包括沼澤恢復在內的環境需求。

## 人物簡介
阿卜杜勒·拉蒂夫·拉希德於1944年8月10日出生在伊拉克王國的蘇萊曼尼亞。隨後，他在英國北威爾士地區就讀中學並參加了高級程度會考。1968年，拉希德自利物浦大學畢業，並獲得了土木工程專業的理學學士學位。此後他又進入曼徹斯特大學深造，並分別於1972年和1976年獲得工程學理學碩士及博士學位。返回伊拉克後，拉希德成為賈拉勒·塔拉巴尼所領導下庫爾德斯坦愛國聯盟的積極成員。
在其職業履歷中，拉希德參與了許多與工程及農業發展有關的計劃與組織。他曾在葉門和沙烏地阿拉伯出任聯合國糧食及農業組織的高級項目經理。而自1986年開始，拉希德開始擔任伊拉克國民大會執行委員會委員和庫爾德斯坦愛國聯盟駐英國代表，同時他還擔任了庫爾德斯坦陣線（Kurdistan Front）的發言人。

## 總統生涯
阿卜杜勒·拉蒂夫·拉希德於2022年10月13日被選舉成為伊拉克第9任總統。經過伊拉克國民議會兩輪投票，拉希德在第二輪投票中以162票擊敗獲得99票的前總統巴爾哈姆·薩利赫。拉希德当选当日即宣誓就职，并于17日举行就职仪式。